# Нямецкая лавра
Нямецкий монастырь или лавра (лавра Нямц и Секул, Старо-Нямецкая лавра, Великая Нямецкая лавра, рум. Mănăstirea Neamț) — мужской монастырь Румынской православной церкви, расположенный в Румынии возле города Тыргу-Нямц в жудеце Нямц региона Молдова. Один из крупнейших средневековых центров молдавской культуры и образования. 

## История
Обитель основана в XIV или в XV  веке, учениками Никодима Тисманского — Софронием, Пименом, Силуаном. По другой версии основателем монастыря является Пётр I Мушат.

В XV веке монастырь — центр книгописания, где переписывали рукописи Гавриил Урик и каллиграф Феодор Мэришеску и другие известные мастера. 

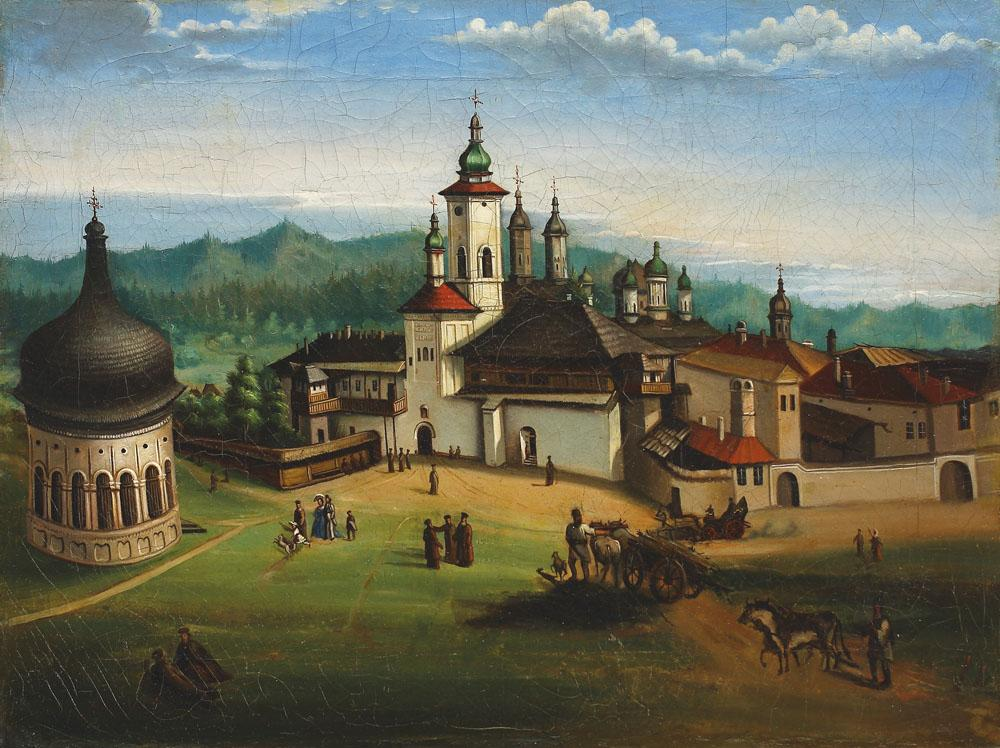
На картине середины XIX века

В конце XVIII века в монастыре подвизался старец Паисий Величковский. Здесь он со своими учениками перевел на церковно-славянский язык греческое «Добротолюбие» и труды других православных богословов. 
Нямецкая лавра была одним из крупнейших средневековых центров молдавской культуры и образования. Монахи обустроили в Бессарабии Кицканский монастырь, который иногда называют Ново-Нямецкой лаврой (в этом случае Нямецкую лавру называют Старо-Нямецкой лаврой).
В 1934 году число насельников лавры вместе с двумя скитами доходило до 800 человек. При лавре тогда действовали духовная семинария, типография митрополита Молдовы и большая библиотека.
Ансамбль монастыря выдвинут Румынией на включение в список Всемирного наследия.

## Библиотека
В начале XV века при монастыре были организованы школы для писарей и дьячков благодаря Григорию Цамблаку. В первой половине XV века в монастыре работал каллиграф Григорий Урик, благодаря которому была создана школа каллиграфов при монастыре.
В XV веке библиотека состояла из привозных рукописей и книг местного происхождения, многие из которых представляют собой произведения искусства и хранятся в настоящее время в различных музеях и фондах (Румынской академии, Бодлианской библиотеке, Национальном архиве Республики Молдова).
В 1806 году была открыта типография. В ней выпускались книги по истории монастыря, молдавской митрополии, богослужебные книги, церковные календари и жития святых. В период коммунистического режима издательство монастыря являлось единственным, выпускавшим книги и календари для Румынской Православной Церкви, которые также распространялись на территории Молдавии. Помимо книг религиозного содержания монастырь также издавал светскую литературу. 
До второй половины XIX века монастырь обладал богатейшей библиотекой, которую составляли рукописи с XIV века и издания с XVI века. В 1859 году библиотечное собрание состояло из 1671 рукописи на различных языках (славянском, румынском, греческом и других). В настоящее время библиотека насчитывает более 22 000 рукописных и печатных книг XVII и XVIII веков.

## Скиты
Монастырю принадлежат 7 скитов  — в селе Браниште (1582), Покровский (1714), Старой иконы Божией Матери, Введенский (1849 — 1857), Новой иконы Божией Матери (1941), в селах Бэичени (1998) и Карбуна (2001).
Обители также принадлежат Мемориальный дом-музей митрополита Виссариона (Пую) и музей румынского писателя Михаила Садовяну, расположенный рядом с Введенским скитом.

## Нямецкая лавра в культуре
В Нямецкой лавре разворачивается часть действий повести И. П. Друцэ «Белая церковь», связанных с деятельностью Паисия Величковского.